# Pictichromis paccagnellae
Pictichromis paccagnellae – gatunek ryby okoniokształtnej z rodziny diademkowatych. Ryba hodowana w akwariach morskich.

## Występowanie
Rafy koralowe wód tropikalnych Pacyfiku: Indonezja, Vanuatu i Mikronezja na głębokości od 1 do 50 m.

## Opis
Samce osiągają długość około 7 cm. Ryba terytorialna, broni rewiru nawet przed osobnikami większymi od siebie. Pięknie ubarwiona: od nasady ciała kolor amarantowy, stopniowo przechodzący w  żółty. Bardzo podobna do gramma loreto i zwana potocznie "fałszywą Grammą" .